# Fredede bygninger i Furesø Kommune
Denne liste over fredede bygninger i Furesø Kommune viser alle fredede bygninger i Furesø Kommune, bortset fra kirker. Listen bygger på data fra Kulturarvsstyrelsen.
| Sagsnavn         | Komplekstype | Opførelsesår | Adresse                    | Koordinater                                   | Fredningsår (1. fredning) | ID (Link til Kulturarv.dk) | Billede     |
| ---------------- | ------------ | ------------ | -------------------------- | --------------------------------------------- | ------------------------- | -------------------------- | ----------- |
| Farum Præstegård |              | 1724         | Kålundsvej 33A, 3520 Farum | 55°48′25″N 12°21′25″Ø / 55.8069°N 12.357°Ø    |                           | 190-7667-4                 | Upload foto |
| Farumgård        |              | 1705         | Søvej 8, 3520 Farum        | 55°48′21″N 12°21′38″Ø / 55.80581°N 12.36049°Ø |                           | 190-9046-1                 | Upload foto |
| Kulhus           |              | 1769         | Ved Kulhus 3, 3500 Værløse | 55°46′33″N 12°24′45″Ø / 55.77589°N 12.41245°Ø |                           | 190-3036-1                 | Upload foto |